# Jesús del Nero
del Nero  Montes est un nom espagnol. Le premier nom de famille, en général paternel, est del Nero ; le second, en général maternel, souvent omis, est Montes.

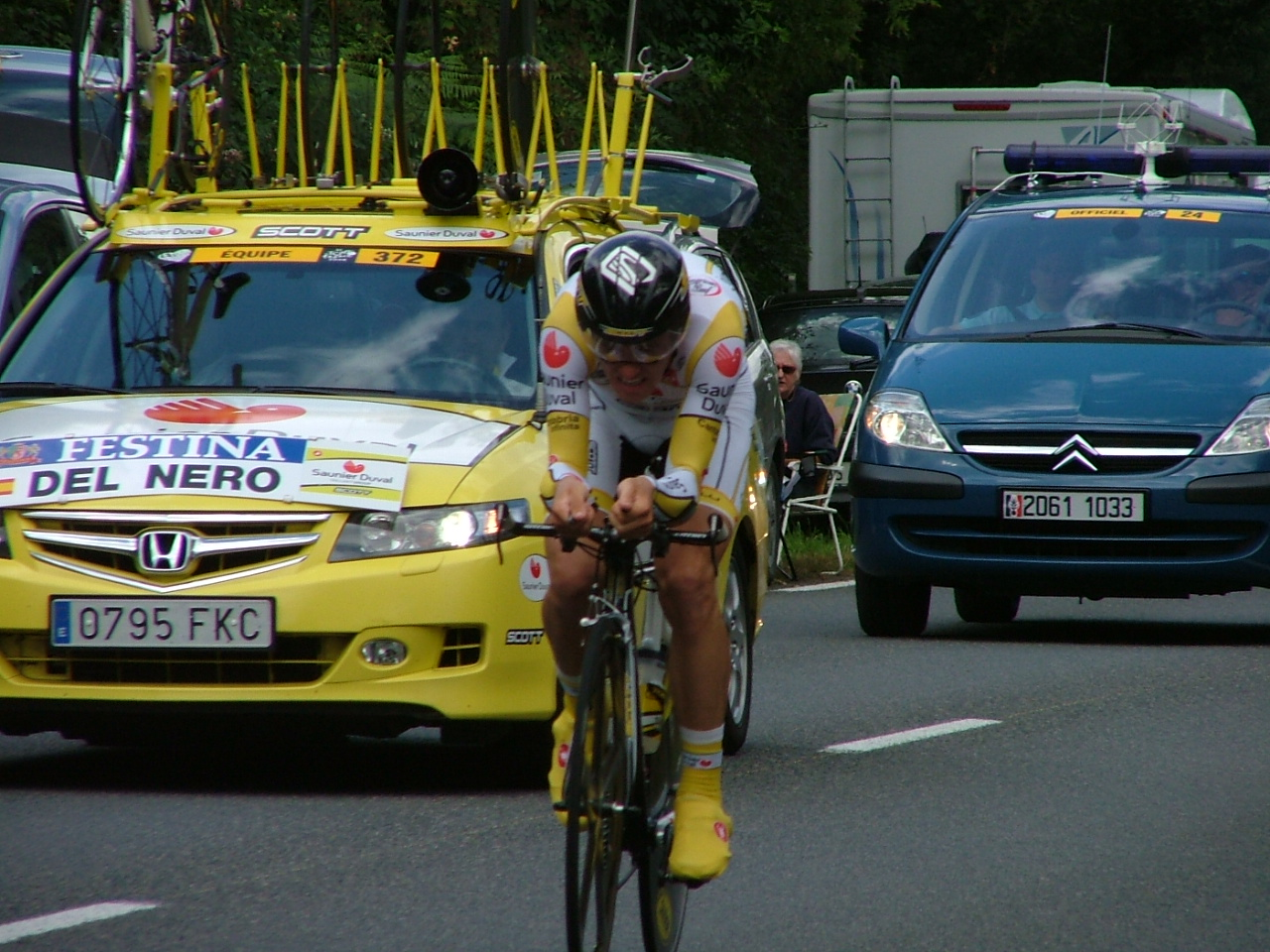
Durant le Tour de France 2008

Jesús del Nero Montes (né le 16 mars 1982 à Chinchón) est un coureur cycliste espagnol.

## Biographie
Malgré une onzième place encourageante lors du Tour des Flandres 2007, il ne parvient pas à confirmer les espoirs placés en lui.

## Palmarès
- 2002
  - 3e de la Cursa Ciclista del Llobregat
- 2003
  - 2e du Grand Prix Macario
- 2004
  - Vainqueur de la Coupe d'Espagne espoirs
  - 2e étape du Tour de Cordoue
  - 1re étape du Tour de la communauté de Madrid
  - 3e du Grand Prix Macario
- 2005
  - 4e étape du Tour d'Albacete
  - 6e étape du Tour de l'Avenir
- 2006
  - 2e du Grand Prix International CTT Correios de Portugal
  - 3e de la Bicyclette basque
- 2007
  - 2e du GP Llodio
- 2009
  - 10e du Grand Prix de Plouay

## Résultat sur les grands tours

### Tour de France
- 2008 : retrait de la course avec toute l'équipe Saunier-Duval

### Tour d'Espagne
- 2009 : 66e

## Classements mondiaux
| Année                  | 2005 | 2006 | 2007 | 2008 | 2009 | 2010 | 2011   |
| ---------------------- | ---- | ---- | ---- | ---- | ---- | ---- | ------ |
| Calendrier mondial UCI |      |      |      |      | 224e |      |        |
| UCI Europe Tour        | 457e | 72e  |      |      |      | 683e | 1 126e |